# Clarence Penn

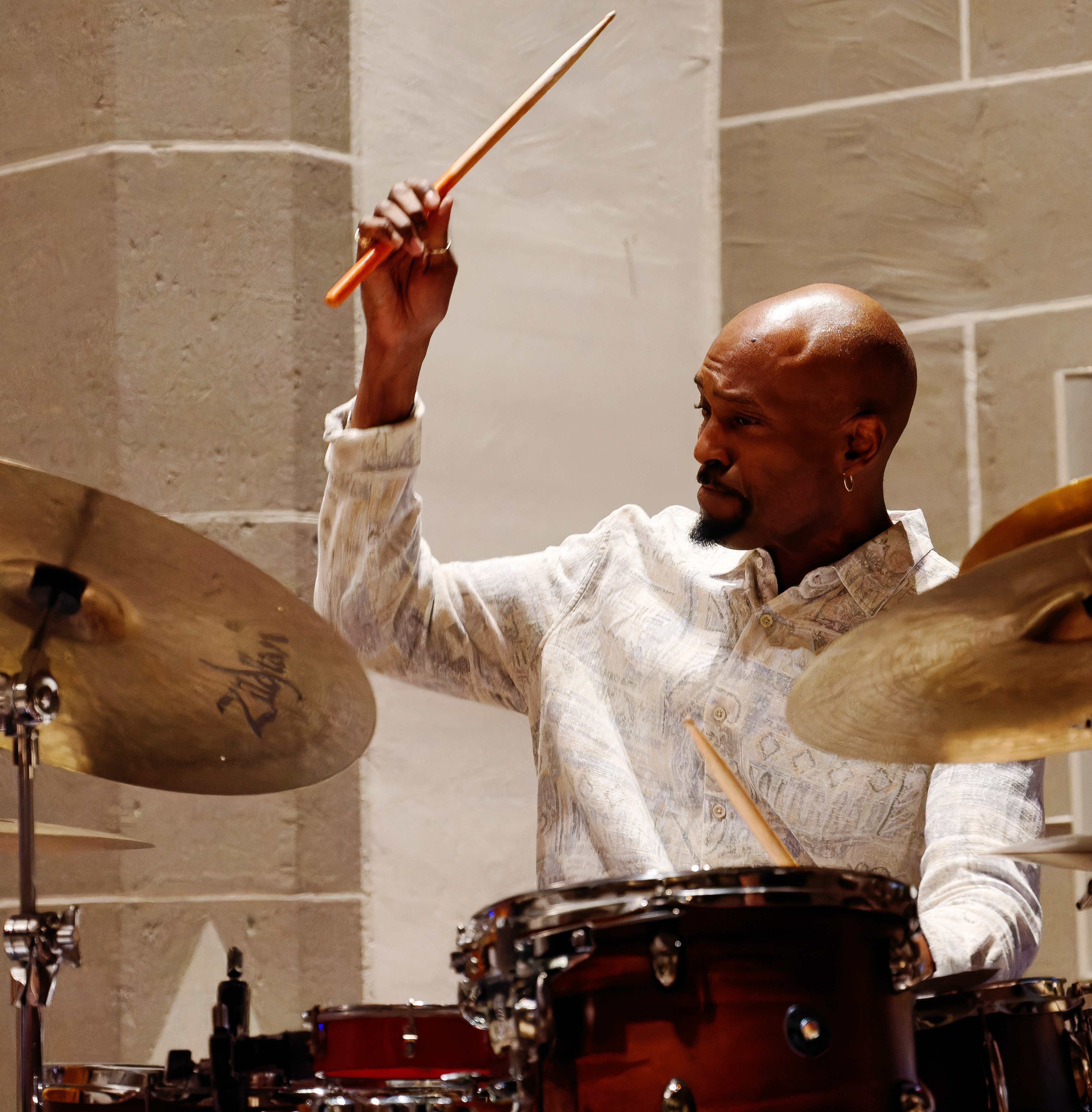
Clarence Penn mit dem Denis Gäbel Quartett in der Stadtkirche Darmstadt 30. Oktober 2022

Clarence Penn (* 2. März 1968 in Detroit) ist ein US-amerikanischer Jazz-Schlagzeuger und Komponist.

## Leben und Wirken
Penn studierte an der Interlochen Arts Academy und arbeitete danach u. a. mit Betty Carter (The Music Never Stops), Ellis Marsalis, Wynton Marsalis, Jacky Terrasson, Roberta Flack, Dizzy Gillespie, Dianne Reeves, Cyrus Chestnut, Stephen Scott, Steps Ahead, Mike Stern und Rachel Z. 1996 nahm er für Criss Cross Jazz sein Debütalbum Penn's Landing auf, das die New York Times als eine der besten Platten des Jahres auswählte. 2003 wirkte er bei dem Dave-Douglas-Album Strange Liberation (mit Bill Frisell) mit. Ab den 2000er Jahren wirkte er u. a. bei Produktionen von Gary Burton, Richard Galliano, Maria Schneider, Paul Dietrich und Gary Versace mit. 2014 präsentierte er das Thelonious-Monk-Projekt Monk, The Lost Files (mit Chad Lefkowitz-Brown, Makoto Ozone und Yasushi Nakamura). Zusammen mit dem Kontrabassisten Reuben Rogers bildete der Schlagzeuger die Rhythmusgruppe des Denis Gäbel Quartetts bei dessen Deutschlandtour 2019. 2021 leitete Penn ein Quintett mit Mike Rodriguez, Marshall Gilkes, Glenn Zaleski und Matt Penman. Zu hören ist er u. a. auch auf Andy Milnes Album Time Will Tell (2024).

## Diskographische Hinweise
- Penn's Landing (1997), mit Rodney Whitaker, Ron Blake, John Swana
- Play-Penn (2001)
- Andy Milne: The reMission (Sunnyside, 2020)